# Vuokkasluoppal
Vuokkasluoppal är en sjö i Kiruna kommun i Lappland och ingår i Torneälvens huvudavrinningsområde. Sjön har en area på 0,207 kvadratkilometer och ligger 462,1 meter över havet. Vuokkasluoppal ligger i Torne och Kalix älvsystem Natura 2000-område. Sjön avvattnas av vattendraget Vuokkasenjoki.

## Delavrinningsområde
Vuokkasluoppal ingår i det delavrinningsområde (760875-174340) som SMHI kallar för Utloppet av Vuokkasluoppal. Medelhöjden är 504 meter över havet och ytan är 7,69 kvadratkilometer. Räknas de 2 avrinningsområdena uppströms in blir den ackumulerade arean 44,64 kvadratkilometer. Vuokkasenjoki som avvattnar avrinningsområdet har biflödesordning 3, vilket innebär att vattnet flödar genom totalt 3 vattendrag innan det når havet efter 473 kilometer. Avrinningsområdet består mestadels av skog (64 procent) och kalfjäll (19 procent). Avrinningsområdet har 0,23 kvadratkilometer vattenytor vilket ger det en sjöprocent på 3 procent.